# گنجشک چهچهه‌زن
گنجشک چهچهه‌زن (نام علمی: Spizella passerina) نام یک گونه از تیره زردپره‌ایان است.